# 梅爾文村 (新罕布什爾州)
梅爾文村（英語：Melvin Village）是位於美國新罕布什爾州卡羅爾縣的普查規定居民點。

## 人口
根據2020年美國人口普查的數據，梅爾文村的面積為6.07平方千米，當中陸地面積為4.16平方千米，而水域面積為1.91平方千米。當地共有人口273人，而人口密度為每平方千米44.98人。